# Alfred Barnard
Pour l’article homonyme, voir Barnard.
Alfred Barnard, né en 1837 et mort en 1918, est un historien britannique spécialisé dans l’histoire de la brasserie et de la distillation.

## Biographie
Alfred Barnard est né en 1837 dans une famille baptiste établie à Thaxted, un village rural de l’Essex en Angleterre. Il appartient à une fratrie de 8 enfants. Son père exerce le métier de marchand drapier.
En 1859, alors âgé de 22 ans, il épouse Fanny Ruffle. Alfred est alors établi comme marchand à Kensington. Le couple a deux filles, Theodora et Edith, et un fils, Harold. Sur les certificats de naissance Barnard est décrit comme exportateur de savon de toilette, puis marchand et enfin gentleman.
En tant que secrétaire de la Harper's Weekly Gazette, Alfred Barnard visite toutes les distilleries de whisky alors en activité en Grande-Bretagne et en Irlande. Ces visites durent deux années de 1885-1887. Au total il visite 162 distilleries : 129 en Écosse, 29 en Irlande et 4 en Angleterre. Il en tire un ouvrage de 500 pages, The Whisky Distilleries of the United Kingdom, couvrant en détail tous les aspects techniques de ces distilleries, agrémentant le texte de croquis et gravures.
Il ne reste de nos jours de l’édition originale qu’un tout petit nombre d’exemplaires qui se vendent à prix d’or autour de 2 500 £[réf. nécessaire]. Toutefois, une réimpression en fac-similé a été publiée en 1987, puis rééditée à trois reprises. L’ouvrage est considéré aujourd’hui comme un des plus importants ouvrages publiés sur le whisky et son industrie.
Après le succès de The Whisky Distilleries of the United Kingdom, Barnard entreprend de faire un voyage similaire en 1889-1891, visitant alors 110 brasseries en Grande-Bretagne et en Irlande. Au terme de ce voyage il rédige et publie The noted breweries of Great Britain and Ireland. La publication se fait sur trois années et en quatre volumes. Il donne une grande description de l'industrie de la bière et présente plusieurs biographie sur les grands noms de la bière comme celle de la famille Guinness.
Il meurt à Croydon, dans le sud de Londres en 1918, à l'âge de 81 ans.